# 胜光法师
胜光法师（Šïngqo Šäli Tutung），高昌回鶻别失八里人，学者、翻译家、文学家，精通汉文和回鹘文，曾将大量汉文佛经翻译为回鹘文。

## 称谓
“胜光法师”在回鹘文中的称谓转写后为“Šïngqo Šäli Tutung”，曾被音译为“僧古萨里”、“僧古萨里·吐屯”、“僧古萨里·都统”、“僧古萨里都统”、“详古萨里”、“祥古舍利都统”、“详古舍利都统”或“胜光萨里”，但根据后来发现的材料和研究确认其汉文原名为“胜光法师”。
“都统”为“都僧统”的省称，可知他是高昌回鹘僧侣的最高长官。“萨里”被认为源自梵语的“阿阇黎”（आचार्य）。

## 生平
胜光法师生卒年不详，一说在世于10世纪前后，一说生活于公元9—10世纪，一说11世纪。其译作中自称别失八里人，别失八里为当时高昌回鹘的一座城市，遗址位于今中华人民共和国新疆维吾尔自治区乌鲁木齐市北吉木萨尔县境内。
胜光法师族属应为回鹘人，其在回鹘文《大悲心陀罗尼经》的译文末尾自称“十姓回鹘中的后学者别失八里人”。通过后世发现的译作，胜光法师应精通汉语文、回鹘语文，熟悉中国历史和佛教典籍，并懂得梵文或焉耆文。

## 译作
唐朝高僧玄奘的传记《大慈恩寺三藏法师传》被胜光法师从汉文译成回鹘文，名为《菩萨大唐三藏法师传》，又被称为回鹘文《玄奘传》，约于1930年前后曾在新疆吐鲁番地区出土。
《金光明经》，全称《金光明最胜王经》，胜光法师根据唐代义净汉译本将其翻译为回鹘文，1910年俄国语言学家马洛夫曾在甘肃酒泉文殊沟寺院获得一部抄写于康熙二十六年（1687年）的回鹘文《金光明经》。
胜光法师还曾将《千手千眼观世音菩萨广大圆满无碍大悲心陀罗尼经》从汉文翻译为回鹘文，1965年西纳色·特勤曾刊布的该译本的一叶残卷。
此外，胜光法师还可能曾翻译有《佛说天地八阳神咒经》和《妙法莲花经玄赞》等。

## 备注
1. ↑  其汉文原名为“胜光法师”可见于乔治·哈札依《回鹘文木刻本折叠书残卷研究》所附图版的中缝位置[8]、《纪念别失八里胜光法师回鹘文研究国际研讨会论文集》第310页插图[9]